# Julian ben Sabar
Julian ben Sabar (auch Julian ben Sahir; altgriechisch Ἰουλιανός τὸν Σαβάρωνα Ioulianos ton Sabarona; latinisiert Iulianus Sabari filius; * im 5. Jahrhundert; † 530 oder 531) war ein Anführer von samaritanischen Aufständischen gegen den oströmischen Kaiser Justinian I.

## Leben
Nachdem Kaiser Justinian im Rahmen seiner strengen christlichen Religionspolitik Gesetze gegen Heterodoxe (d. h. Personen, die nicht die Lehren der Reichskirche anerkannten) erlassen hatte und es zudem wohl zu Übergriffen auf die Samaritaner gekommen war, erhoben sich diese im Jahr 529, nachdem es bereits 484 zu Aufständen gekommen war (siehe Justasas). Der samaritanische Aufstand breitete sich von Skythopolis aus, Schwerpunkte der Bewegung waren bald auch die Gebiete der Städte Caesarea Maritima und Neapolis in Palästina. Julian ben Sabar, der in manchen spätantiken Quellen als Anführer einer Räuberbande bezeichnet wird, wurde bald zum Anführer der Rebellen, die ihn sogar zum König (nicht Kaiser!) erhoben. 
Julian, dessen Königtum auch vielleicht durch messianische Motive bedingt war, betrieb eine harte anti-christliche Politik. Der Bischof von Neapolis und mehrere Priester wurden getötet, Kirchen wurden zerstört und allgemein Christen verfolgt. In Neapolis ließ Julian in kaiserlicher Manier Wagenrennen veranstalten. Militärisch suchte er nicht die offene Konfrontation mit den römischen Regierungstruppen, sondern führte eher eine Art Guerillakrieg. Gegen die bald mobilisierten Truppenverbände (zu denen auch  arabische Verbündete Ostroms gehörten, die Ghassaniden) konnte sich Julian allerdings nicht halten. Der dux Palaestinae Theodoros stieß 530 auf Neapolis vor, so dass Julian die Flucht ergriff. Julians Truppen wurden gestellt, er selbst wurde gefangen genommen und als Usurpator hingerichtet; sein mit einem Diadem geschmückter Kopf soll Kaiser Justinian geschickt worden sein.
Der Aufstand wurde erst im Jahr 531 vollständig niedergeschlagen. Johannes Malalas berichtet von 20.000, Prokopios von Caesarea sogar von 100.000 Toten. Mehrere tausend Samaritaner flohen, während 20.000 den Ghassaniden übergeben worden sein sollen. Weil Theodoros nicht schon von Beginn an rigoros gegen die Aufständischen vorgegangen war, wurde der General auf Befehl Justinians inhaftiert und durch einen gewissen Eirenaios ersetzt, der mit äußerster Härte vorging und die letzten Unruhen beendete. 
Das harte und energische Vorgehen des Kaisers mag durch die gleichzeitige Bedrohung durch die persischen Sassaniden im Osten begründet gewesen sein (siehe Römisch-Persische Kriege); ebenso ist es möglich, dass die eschatologischen Erwartungen der Samaritaner eine Rolle spielten. Da sich Julian explizit nicht zum Gegenkaiser, sondern zum König von Israel ausrief, sich in die Tradition Josephs stellte und sein Königtum mit messianischen Erwartungen verband, hatte der Aufstand auch eine erhebliche ideengeschichtliche Komponente. Nach der Niederschlagung ließ Justinian samaritanische Synagogen zerstören, um den Samaritanern die Hoffnung auf die Heilszeit zu nehmen und so wohl die endzeitlich angeheizte Atmosphäre zu beruhigen. Das Ende des Aufstands wurde von Justinian zudem als Geschenk Gottes gefeiert.   
Allerdings kam es noch 556 zu einem erneuten Aufstand der Samaritaner.